# Brezovica pri Borovnici
Brezovica pri Borovnici este o localitate din comuna Borovnica, Slovenia, cu o populație de 260 de locuitori.